# Elektronische armband
Een elektronische armband is een apparaat om kinderen of andere kwetsbare groepen als sommige ouderen of gehandicapten in de gaten te kunnen houden.
Het concept is gebaseerd op de al bestaande elektronische enkelband die gebruikt wordt om gedetineerden die buiten de gevangenis een deel van hun straf uitzitten te kunnen monitoren.
Er is een band met een zender die gedragen wordt om de pols of onderarm en een ontvanger voor de ouders of verzorger. De signalen worden zo ingesteld dat die van de zender enkel specifiek opgevangen worden door de eigen ontvanger.
Ouders en verzorgers kunnen zo in de gaten houden waar hun kinderen of aan hun zorg toevertrouwde volwassenen zijn. Als er onverhoopt iets zou gebeuren waardoor de armband geen contact meer maakt met de huid van de drager geeft het ontvangapparaat een alarmsignaal af.
Er zijn diverse bedrijven die elektronische armbanden produceren, zoals het Engelse bedrijf Globalpoint Technologies dat in november 2005 zijn Personal Companion lanceerde, het Britse bedrijf Connect Software wat eind 2006 de ToddlerTag uitbracht en het Amerikaanse bedrijf Bluespan dat ook in 2006 met de Ionkids kwam.